# باسکار
باسکار (انگلیسی: Busscar) شرکت خودروسازی برزیلی است، که در سال ۱۹۴۶ تأسیس شد.